# Tväråmark

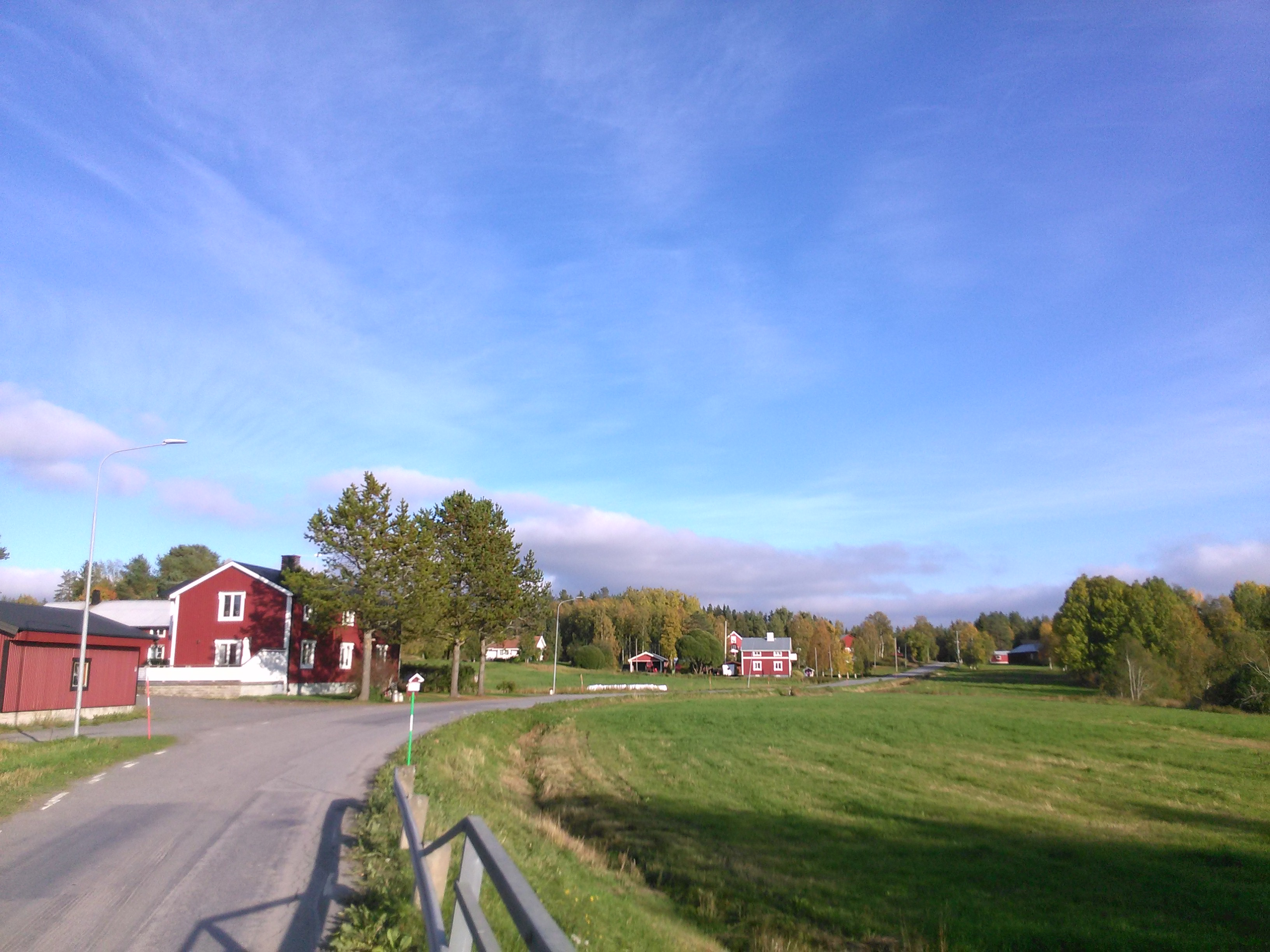
Tväråmark.

Tväråmark är en by vid Täfteån i Sävars socken i Umeå kommun cirka 15 kilometer nordost om Umeå. 
Namnet är sannolikt bildat ur det fornvästnordiska mansnamnet ”Thvari” (”Þvari”). Liksom andra mark-byar med sådana förled anses byn ha uppkommit som nybygge under medeltiden. Södra Tväråmarks bebyggelsekärna ligger på det område där bebyggelse fanns redan på medeltiden. Omnämnd i jordeboken år 1543 som ”Thuaramarc”. År 1571 hade Tväråmark två större bondgårdar (med 10 kor) och tre mindre (2–4 kor) vid skatteuppbörden för Älvsborgs (första) lösen. Laga skifte förrättades 1861–1865 varvid den gamla byn glesades ut av att en del av bebyggelsen flyttades till ett område cirka 1 kilometer uppströms Täfteån (nu Norra Tväråmark eller traditionellt Nördbyn där rd uttalas sammandraget som tjockt l-ljud). För övrigt innebar laga skiftet ingen genomgripande uppsplittring av bebyggelsen.   
Under 1900-talet byggdes oftast bostadshus på åkermark, medan teknikutvecklingen senare  har befrämjat en återgång till nybebyggelse på  ovanför åkermarken belägna skogsåsar (drumliner).